# Mauricio Albornoz
 Anssi Mauricio Albornoz Inola (Suecia, 10 de marzo de 1988) es un futbolista sueco de padre chileno y madre finlandesa. Juega de centrocampista defensivo y actualmente milita en el Akropolis IF de la Superettan de Suecia. Es hermano del también futbolista Miiko Albornoz.

## Clubes
| Club                     | País   | Año       |
| ------------------------ | ------ | --------- |
| IF Brommapojkarna        | Suecia | 2006-2014 |
| → Gröndals IK (cedido)   | Suecia | 2007      |
| Åtvidabergs FF           | Suecia | 2015-2017 |
| → IFK Göteborg (cedido)  | Suecia | 2016      |
| → GIF Sundsvall (cedido) | Suecia | 2016      |
| AFC Eskilstuna           | Suecia | 2017-2018 |
| IK Sirius                | Suecia | 2018-2019 |
| Syrianska FC             | Suecia | 2019-2020 |
| Akropolis IF             | Suecia | 2020-Act. |

### Estadísticas
- Actualizado hasta el 23 de agosto de 2015.

| Equipo                     | Temporada           | Liga local | Liga local | Copa local (1) | Copa local (1) | Competición internacional (2) | Competición internacional (2) | Total | Total |
| Equipo                     | Temporada           | PJ         | Goles      | PJ             | Goles          | PJ                            | Goles                         | PJ    | Goles |
| -------------------------- | ------------------- | ---------- | ---------- | -------------- | -------------- | ----------------------------- | ----------------------------- | ----- | ----- |
| IF Brommapojkarna · Suecia | 2009                | 22         | 2          | --             | --             | --                            | --                            | 22    | 2     |
| IF Brommapojkarna · Suecia | 2010                | 19         | 1          | --             | --             | --                            | --                            | 19    | 1     |
| IF Brommapojkarna · Suecia | 2011                | 21         | 2          | --             | --             | --                            | --                            | 21    | 2     |
| IF Brommapojkarna · Suecia | 2013                | 28         | 10         | --             | --             | --                            | --                            | 28    | 10    |
| IF Brommapojkarna · Suecia | 2014                | 21         | 2          | 1              | 3              | 4                             | 1                             | 26    | 6     |
| IF Brommapojkarna · Suecia | Total               | 111        | 17         | 1              | 3              | 4                             | 1                             | 116   | 21    |
| Åtvidabergs FF · Suecia    | 2015                | 19         | 2          | 1              | 0              | 4                             | 1                             | 24    | 3     |
| Åtvidabergs FF · Suecia    | Total               | 19         | 2          | 1              | 0              | 4                             | 1                             | 24    | 3     |
| Total de su carrera        | Total de su carrera | 130        | 19         | 2              | 3              | 8                             | 2                             | 140   | 24    |

- 1Las copas locales se refieren a la Copa de Suecia
- 2Las competiciones internacionales se refieren a la Liga de Campeones y la Liga Europea.